# Clube Ferroviário de Pemba
O Clube Ferroviário de Pemba é um clube de futebol com sede em Pemba, Moçambique. A equipe compete no Campeonato Moçambicano de Futebol. O Clube tem como sua casa o Estádio Municipal de Pemba.

## História
O clube foi fundado em 1924.